# Houtspaander
De houtspaander (Axylia putris) is een nachtvlinder uit de familie Noctuidae (uilen). De naam dankt deze vlinder aan het uiterlijk van de imago dat in rust sterk op een stukje hout lijkt. De voorvleugellengte bedraagt tussen de 14 en 16 millimeter. De soort komt voor in heel Europa. Hij overwintert als pop.

## Waardplanten
De houtspaander heeft als waardplanten allerlei kruidachtige planten, onder andere walstro, brandnetel, zuring, weegbree en dovenetel.

## Voorkomen in Nederland en België
De houtspaander is in Nederland en België een heel algemene soort, die verspreid over het hele gebied kan worden gezien. De vlinder kent één of twee generaties die vliegen van halverwege mei tot en met augustus.